# Selenigzuur
Selenigzuur of (di)waterstofseleniet (H2SeO3) is het oxozuur van seleen. De stof komt voor als kleurloze hygroscopische kristallen, die zeer goed oplosbaar zijn in water.
De stof is qua structuur vergelijkbaar met zwaveligzuur.

## Synthese
Selenigzuur kan bereid worden uit een reactie van seleendioxide en water:
{\displaystyle {\ce {SeO2 + H2O -> H2SeO3}}}
Een alternatieve methode is de oxidatie van zuiver seleen met salpeterzuur:
{\displaystyle {\ce {3 Se + 4 HNO3 + H2O -> 3 H2SeO3 + 4 NO}}}

## Toepassingen
Selenigzuur wordt gebruikt bij organische syntheses, onder andere bij de bereiding van 1,2-diketonen (bijvoorbeeld glyoxaal).

## Toxicologie en veiligheid
De stof ontleedt bij verhitting, met vorming van giftige dampen van seleendioxide.
De stof is corrosief voor de ogen, de huid en de luchtwegen. Inademing van kan longoedeem veroorzaken. Seleentrioxide kan negatieve effecten hebben op de ogen, met als gevolg een allergie-achtige reactie van de oogleden (roze ogen).
De stof kan bij langdurige blootstelling effecten hebben op de luchtwegen, het maag-darmstelsel, het centraal zenuwstelsel en de lever, met als gevolg neusirritatie, blijvende lookgeur, maagpijn, zenuwachtigheid en een verstoorde werking van de lever.